# Monacoa
Monacoa is een geslacht van straalvinnige vissen uit de familie van hemelkijkers (Opisthoproctidae).

## Soort
- Monacoa grimaldii (Zugmayer, 1911)
- Monacoa griseus Poulsen, Sado, Hahn, Byrkjedal, Moku & Miya, 2016
- Monacoa niger Poulsen, Sado, Hahn, Byrkjedal, Moku & Miya, 2016